# Cucá
Cucá o Santa Ana Cucá es una localidad, comisaría del municipio de Tixpéhual en el estado de Yucatán, México. La localidad se encuentra en torno al viejo casco de la hacienda homónima en cuyas cercanías existe también un yacimiento arqueológico de la cultura maya, conocido también como Cucá o Kukab.

## Toponimia
El nombre (Cucá) en idioma maya que podría significar ardilla de agua, si se entiende que cu es una contracción de cuuc que significa ardilla y ha que significa agua.

## Localización
Cucá se encuentra se encuentra localizada a 6 kilómetros al sur de la población de Tixpéhual.

## Infraestructura
Entre la infraestructura con la que cuenta:
- Un parque.
- Un kínder.
- Una escuela primaria.
- Una exhacienda.

## Importancia histórica
Tuvo su esplendor durante la época del auge henequenero y emitió fichas de hacienda las cuales por su diseño son de interés para los numismáticos. Dichas fichas acreditan la hacienda como propiedad de José María Guerra C.

## Demografía
Según el censo de 2005 realizado por el INEGI, la población de la localidad era de 114 habitantes, de los cuales 54 eran hombres y 60 eran mujeres.
| ?                           | 298 | 213 | 239 | 228 | 165 | 216 | 212 | 164 | 98 | 122 | 144 | 114 |
| (Fuente: INEGI [Consultar]) |     |     |     |     |     |     |     |     |    |     |     |     |

## Galería

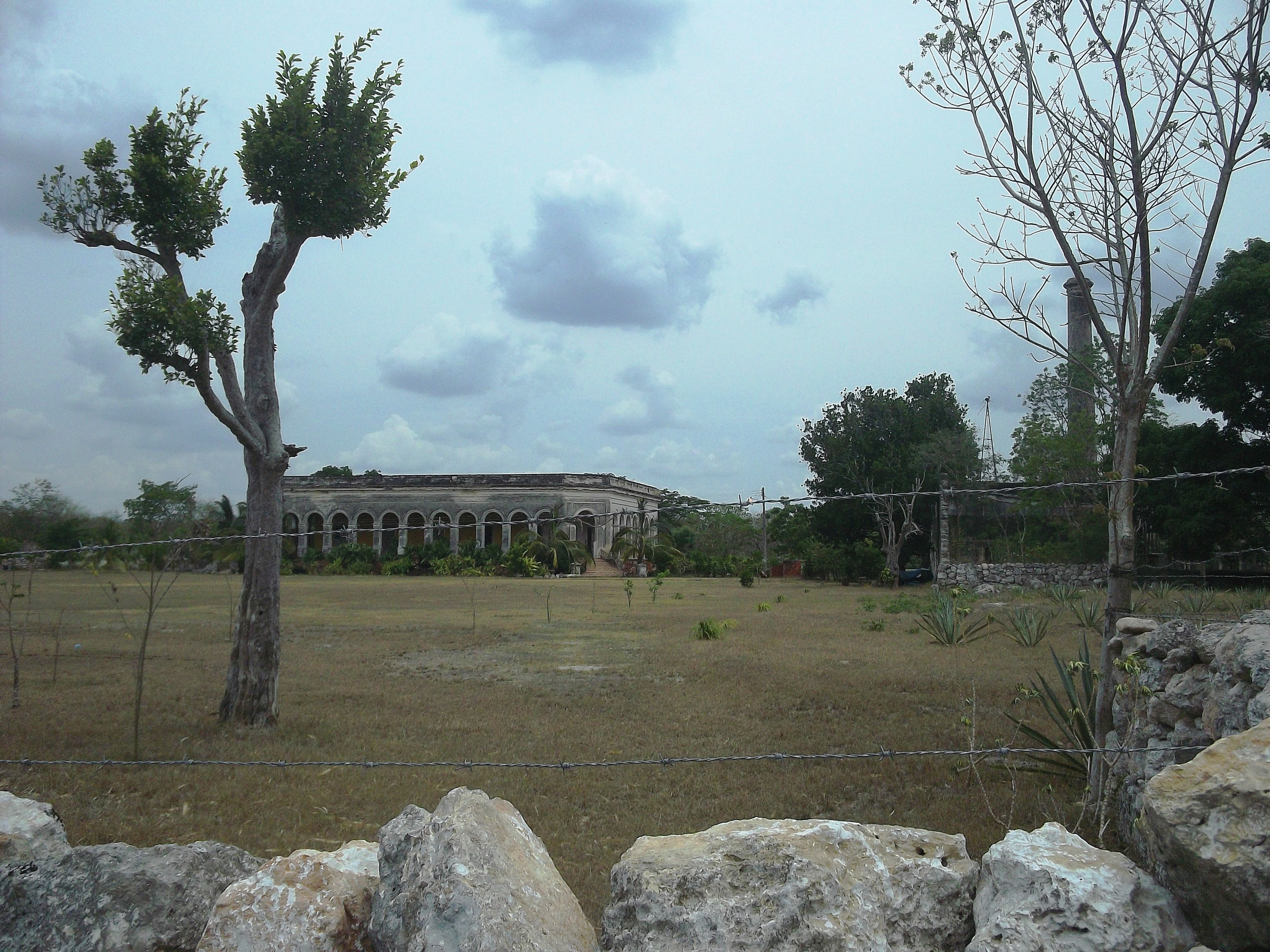
Vista de la hacienda Cucá.
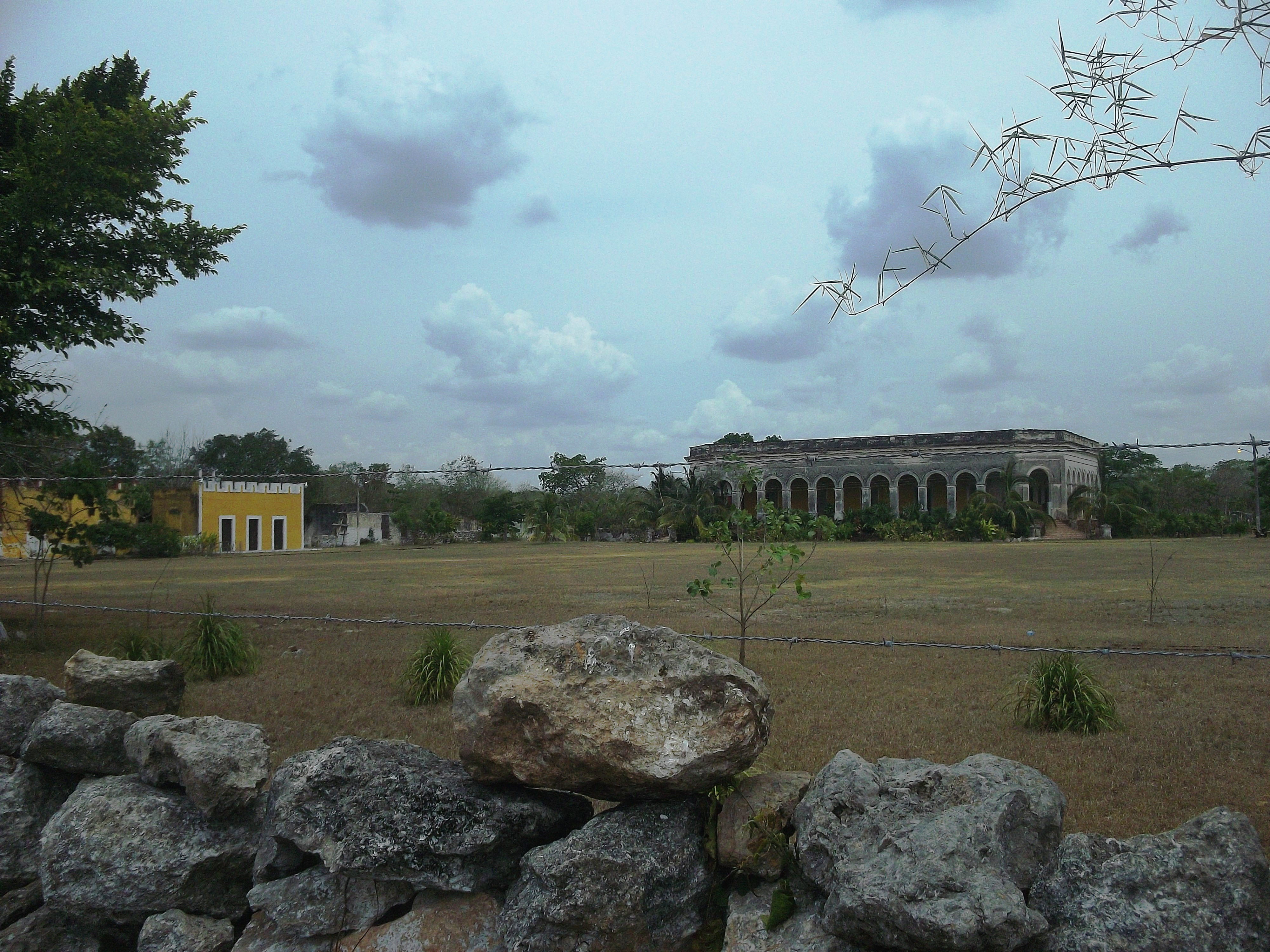
Vista de la hacienda Cucá.
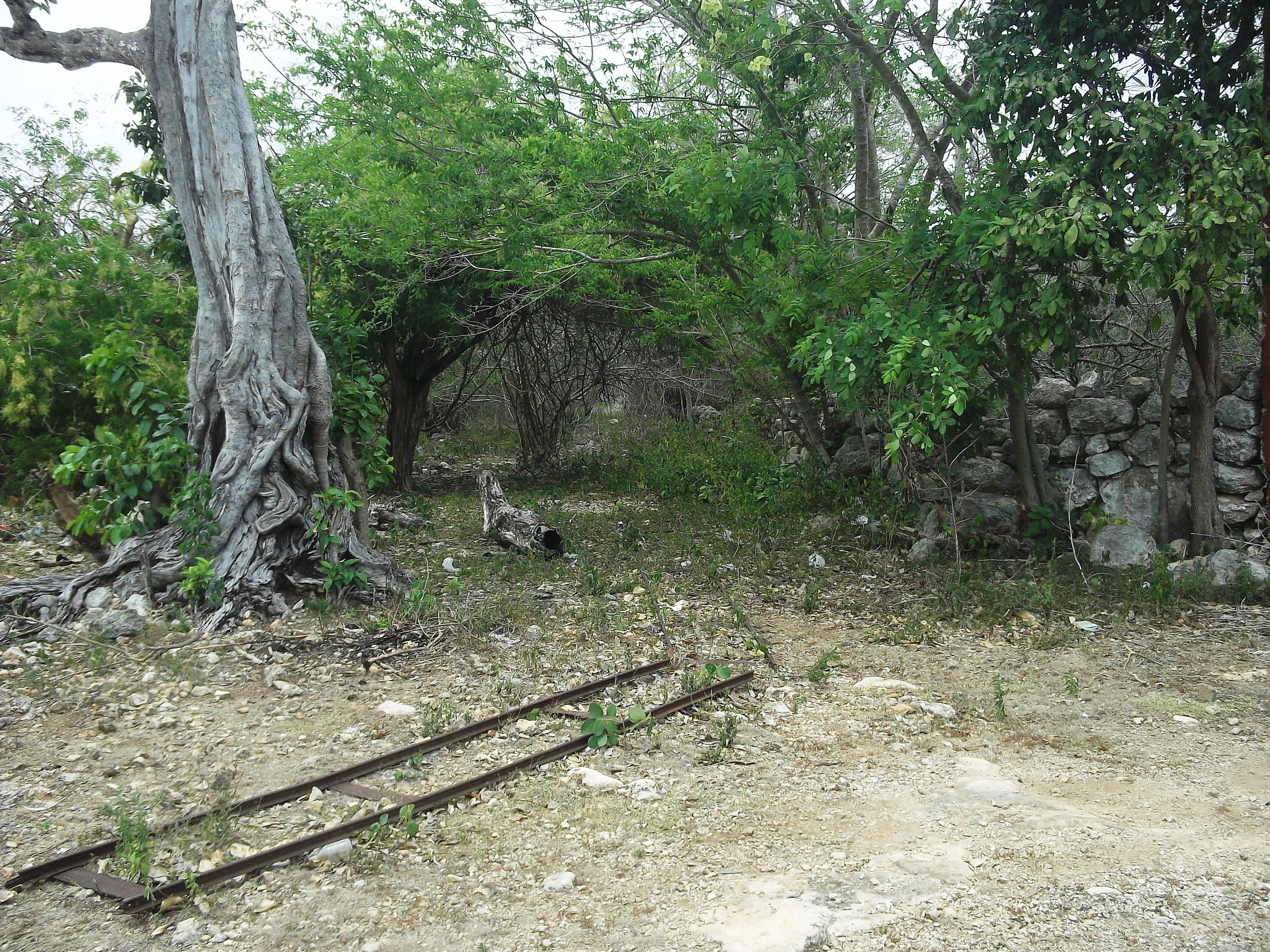
Vista de la hacienda Cucá.
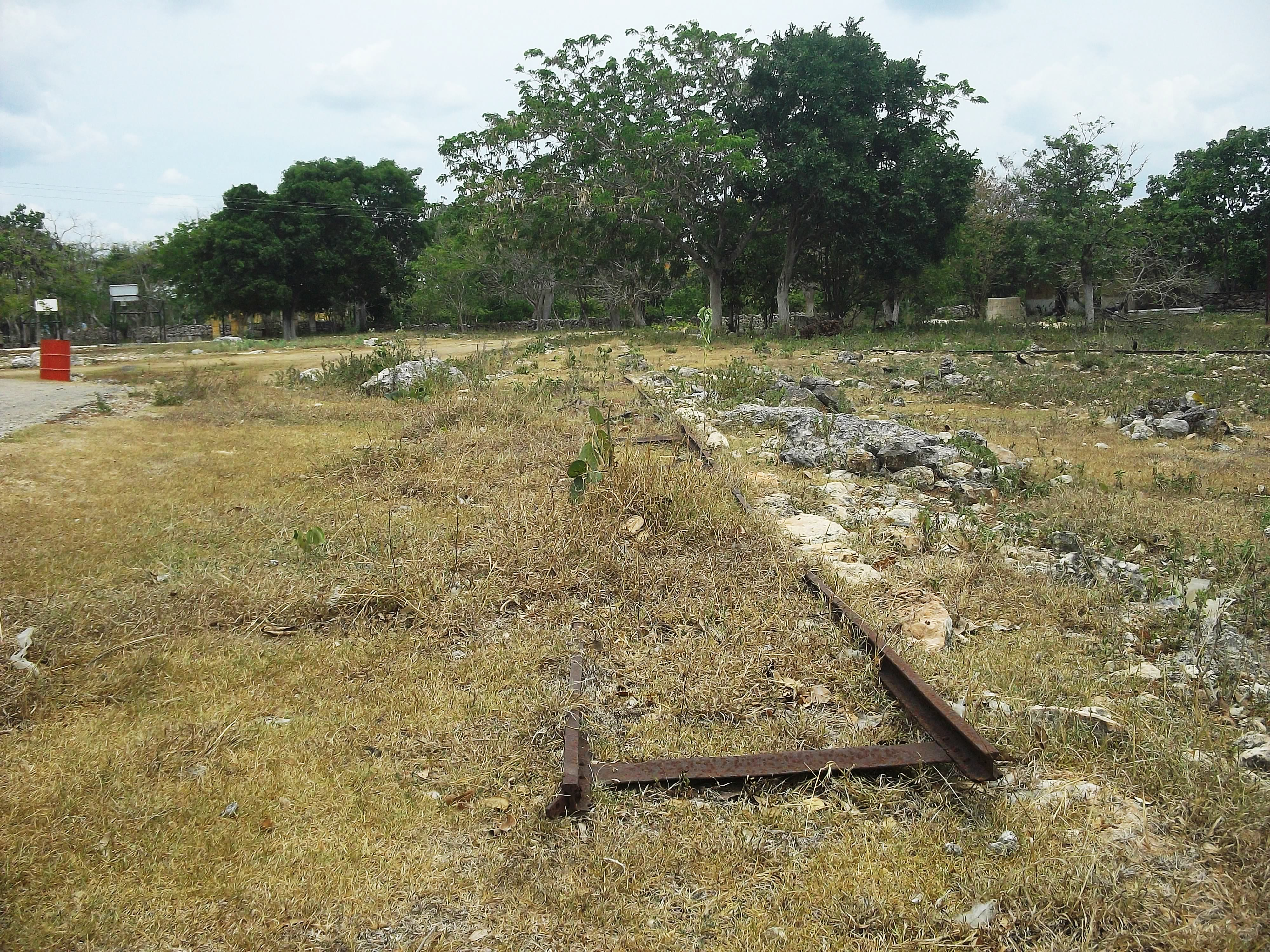
Vista de la hacienda Cucá.
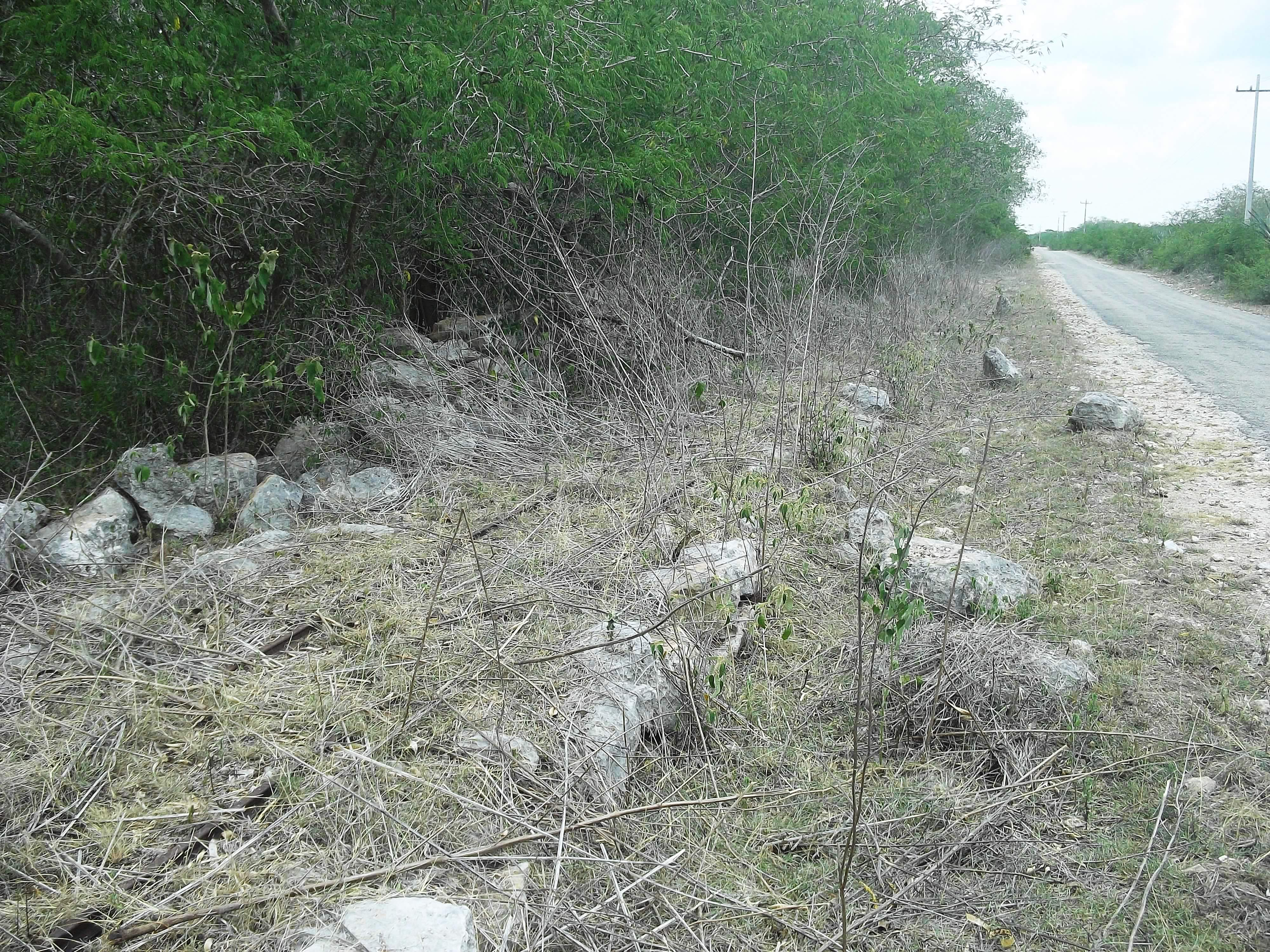
Vista de la hacienda Cucá.
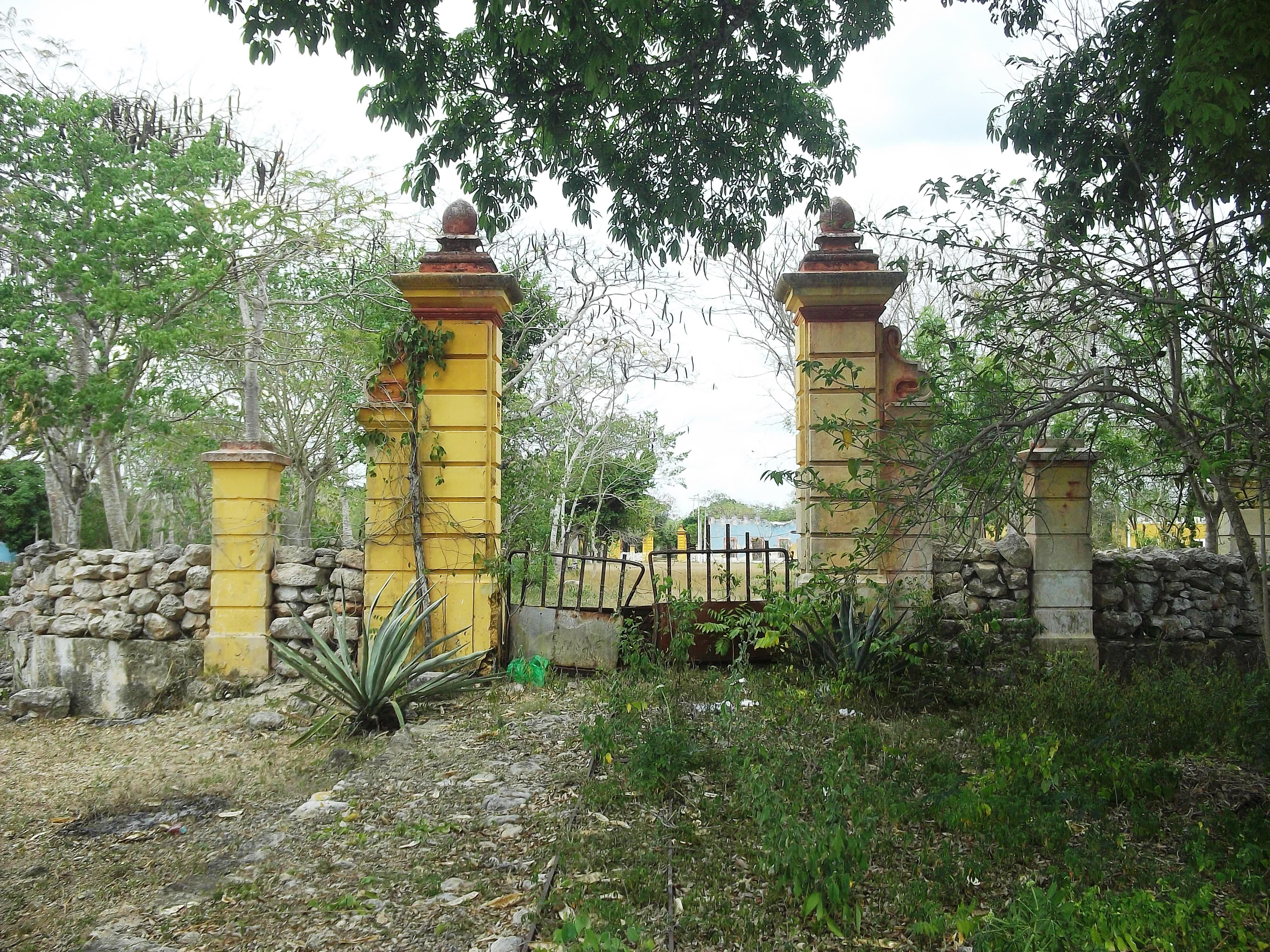
Vista de la hacienda Cucá.
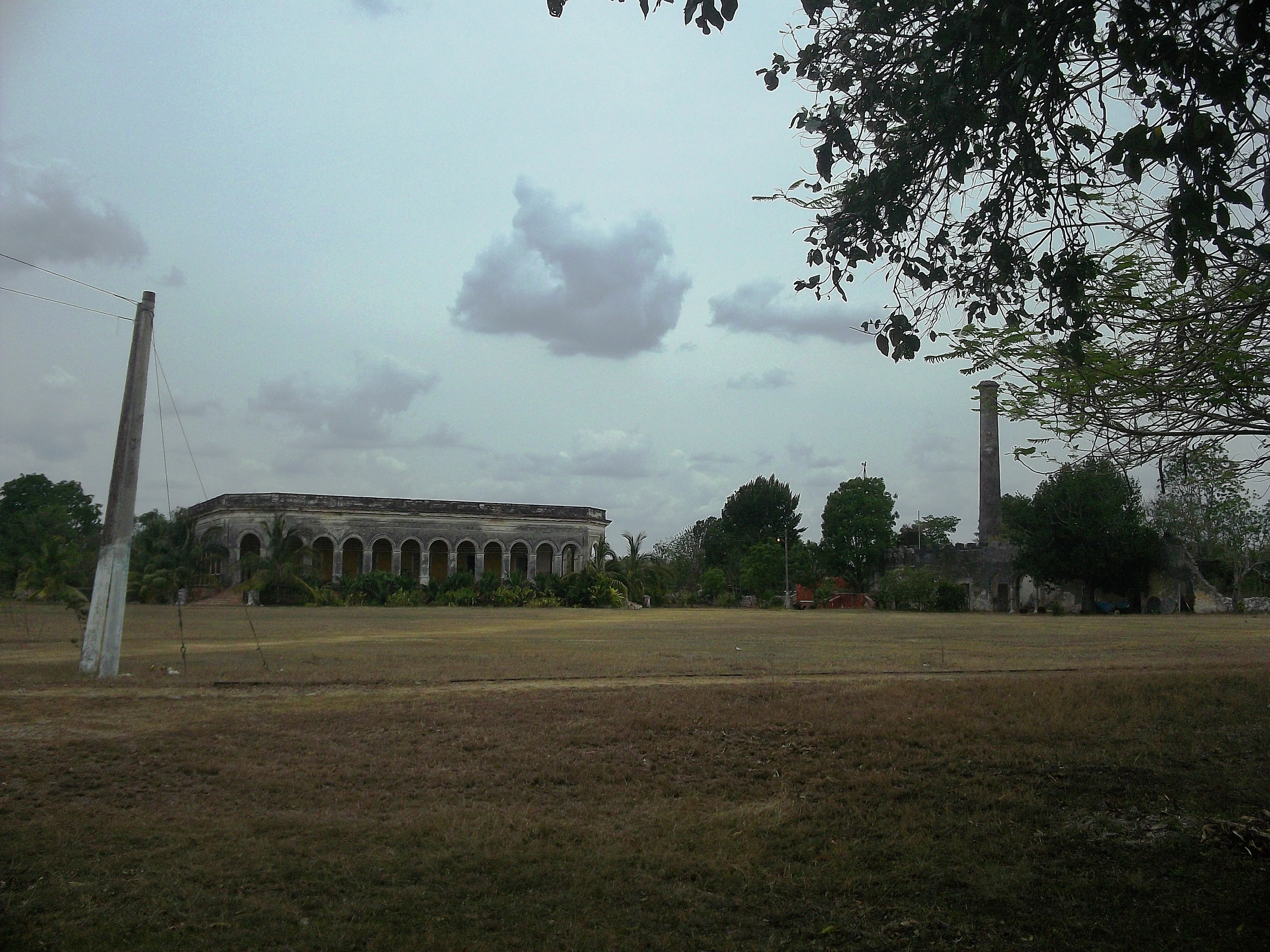
Vista de la hacienda Cucá.
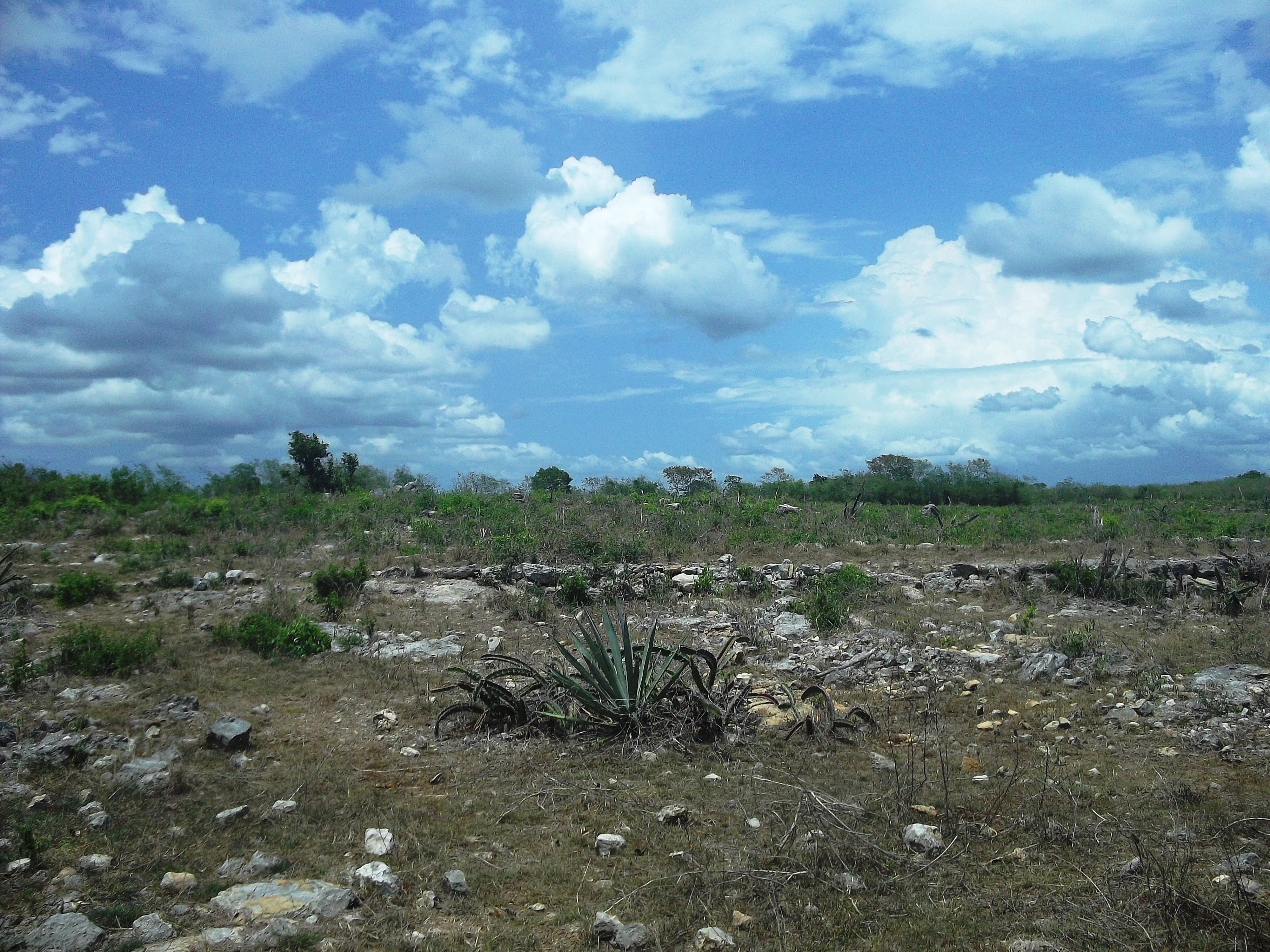
Vista de la hacienda Cucá.
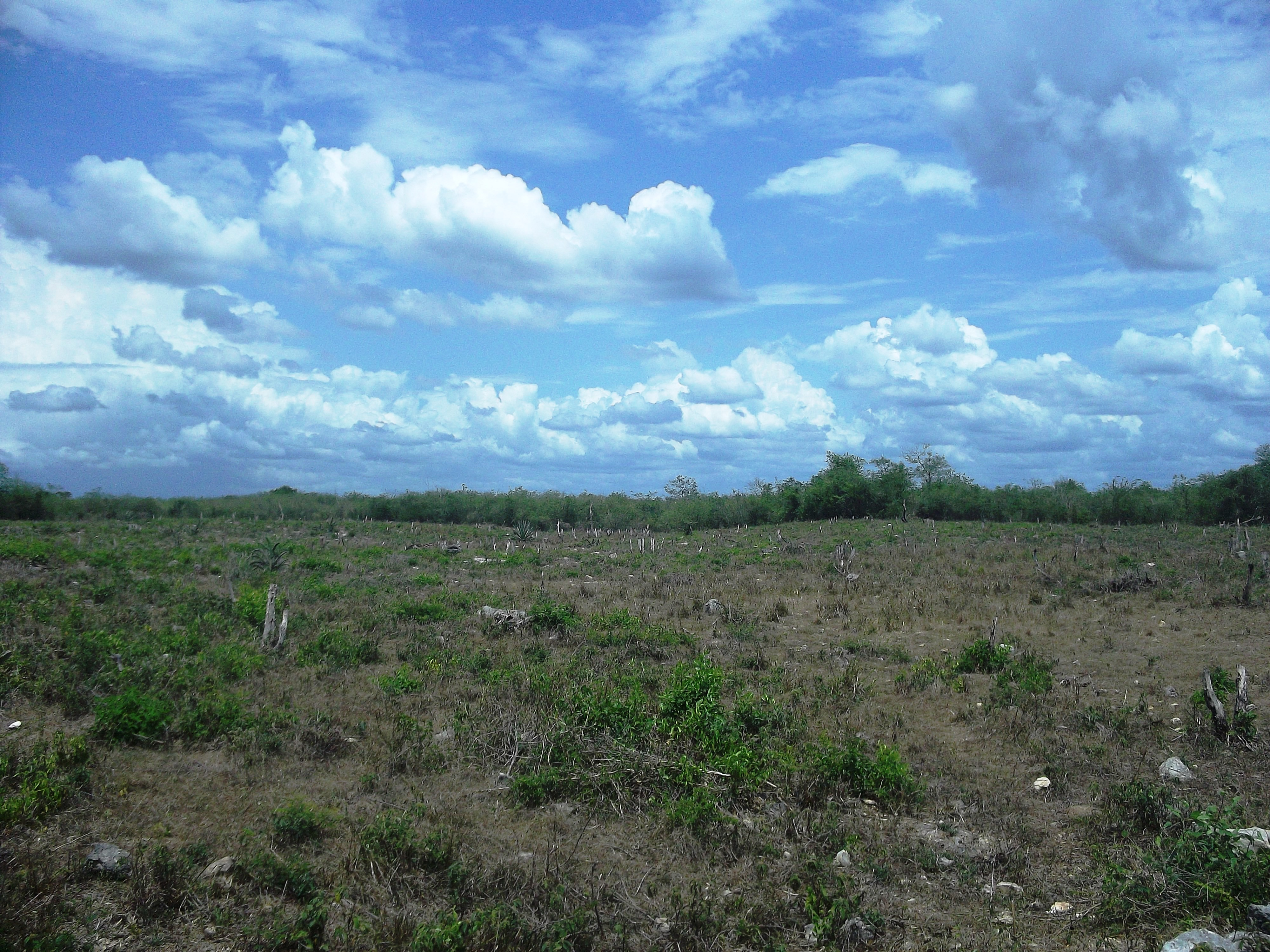
Vista de la hacienda Cucá.
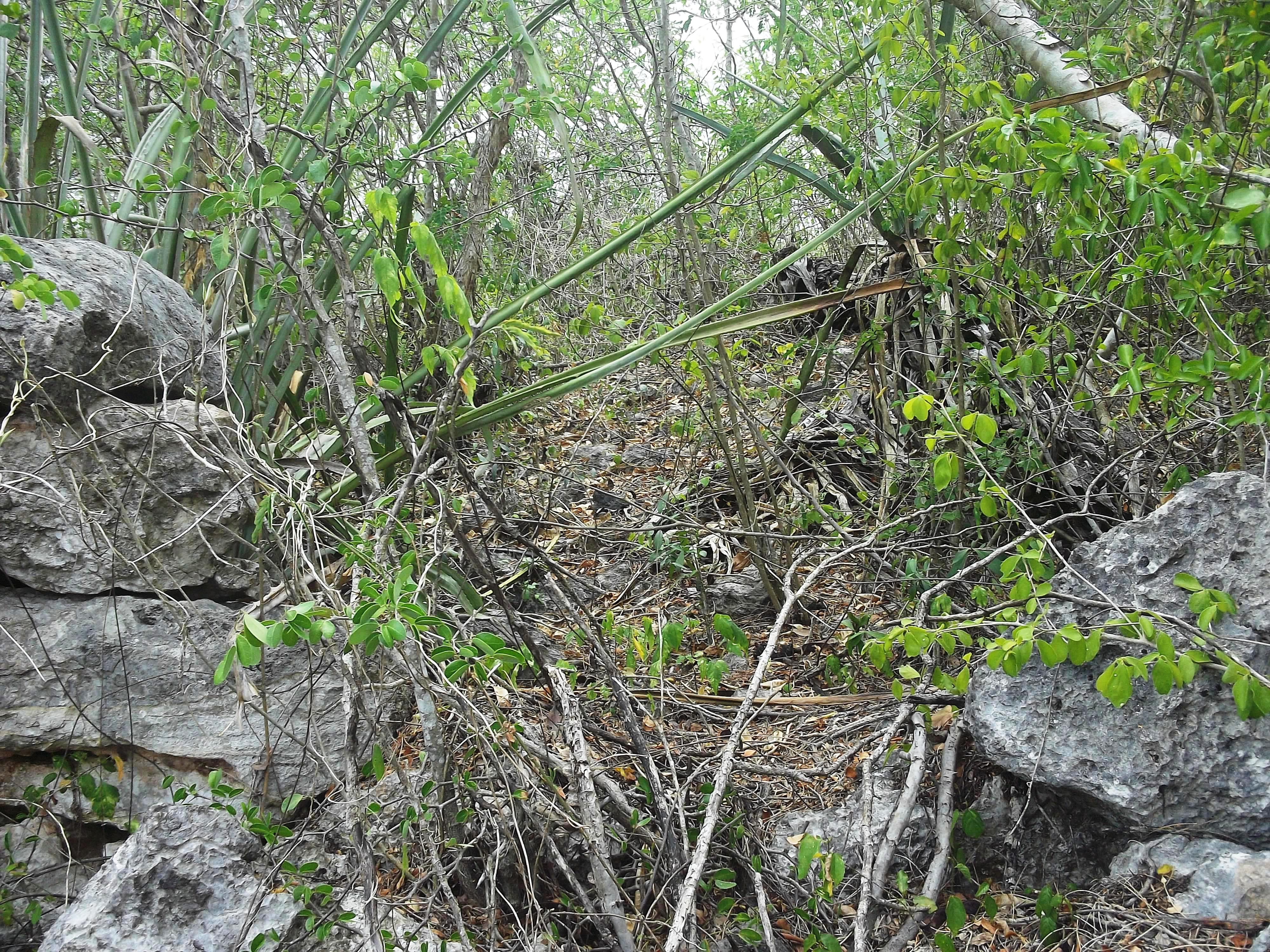
Vista de la hacienda Cucá.